# Osječenica
Osječenica (Osječanica) je planina u Bosni i Hercegovini.
Nalazi se kod Bosanskog Petrovca u sjeverozapadnoj Bosni. Visoka je 1795 metara nadmorske visine, drugi vrh je na 1627 m,  a duga je oko 30 kilometara. S jedne strane se nalazi kanjon rijeke Une i njene pritoke Unca, a s druge krška polja: Medeno, Bjelajsko i Petrovačko.
Prostire se u općini Glamoču.
Susjedne planine su Grmeč i Klekovača.
Prostire se u općinama Glamoču i Drvaru.

## Hidrografija
S njene zapadne strane se nalazi kanjon rijeke Une, koja, dolazeći iz Hrvatske, u dodiru s Osječenicom kod Martin Broda pravi slapove. Isto se ponavlja i u odlasku, nekoliko kilometara iza Kulen Vakufa, Una pravi slapove, poznati Štrbački buk. S južne strane je Unac, duboko pokopan u kamenito tlo pa njegovo korito ima osobine klisure. Izvori vode su rijetki. Nalaze se skoro u nivou Petrovačkog polja, u selima Kolunić, Medeno polje, Bjelaj i Prkosi. Na višim dijelovima planine, kanjonu rijeke Unac najbliži izvor vode je ozidani Ajzer bunar koji vodu skuplja cijeđenjem površinskih voda.